# باره شومانوویچا
باره شومانوویچا (به لاتین: Bare Šumanovića) یک منطقهٔ مسکونی در مونته‌نگرو است که در شهرداری دانیلوگراد واقع شده‌است. باره شومانوویچا ۱۲۴ نفر جمعیت دارد.